# Xã Covington, Quận Clearfield, Pennsylvania
Xã Covington (tiếng Anh: Covington Township) là một xã thuộc quận Clearfield, tiểu bang Pennsylvania, Hoa Kỳ. Năm 2010, dân số của xã này là 526 người.